# 2010年冬季残疾人奥林匹克运动会克罗地亚代表团
2010年冬季残疾人奥林匹克运动会克罗地亚代表团是克罗地亚派出的2010年冬季残疾人奥林匹克运动会代表团。未获得奖牌。